# Бронзовка
Бронзовка (рос. Бронзовка) — селище у Баганському районі Новосибірської області Російської Федерації.
Входить до складу муніципального утворення Савкинська сільрада. Населення становить 118 осіб (2010).

## Історія
Згідно із законом від 2 червня 2004 року органом місцевого самоврядування є Савкинська сільрада.

## Населення
| 2002 | 2007 | 2010 |
| ---- | ---- | ---- |
| 126  | ↗127 | ↘118 |